# 金焕章
金焕章（1920年—？），男，江苏江阴人，中国航行和飞行程序设计专家，曾任民航高级航校领航系系主任，中国民用航空总局航行司、飞行标准司航行顾问、高级工程师。